# 唯是一寿
唯是 一寿（ゆいぜ かずとし、1972年 - ）は、日本の政策研究者、コンサルタント、国家公務員（非常勤）。一般社団法人インテリジェンス・ネットワーク代表理事。

## 来歴
1972年、北海道小樽市生まれ。小樽市議会初の女性議員である祖母や国会議員秘書の父の下で育つ。小学校から高校までは北海道で過ごす。
知人の会社経営者の秘書を務めるために上京。伊藤氏貴（現・明治大学文学部准教授）の勧めで、早稲田大学第二文学部に進学し、日本の政治思想および社会思想を専攻。働きながら卒業する。
早稲田大学大学院社会科学研究科在籍中に比較政治学と公共政策を学び、公共政策の担当教員だった太田和博（専修大学商学部教授）の推薦で日本交通学会に入会。バスターミナルの適正配置および効率的活用に関する論文は、一部の研究者や地方自治体の担当者の間で注目された。
大学院在学中から政府系シンクタンクの研究員、道路経済研究所のプロジェクト委員などを務める。同時期に、政策研究フォーラムを立ち上げ、ロビー活動や地域振興コンサルティングを開始。国会議員や首長のブレーンおよびアドヴァイザーを務めた関係上、東国原英夫（後述）、与謝野馨、平沼赳夫らと親交を結んだ。
2009年10月25日執行の川崎市長選挙に、自由民主党川崎市支部連合会から出馬要請を受けたが、最終的に辞退した。
2010年4月5日、たちあがれ日本の結党に伴い、広報部長に就任。10日の結党記者会見で司会を務め、メディア対策を担当した。同年秋以降、政策情報調査機構を主宰し、公共政策の調査・分析に携わりつつ、団体・企業の役員を務めている。2015年、同機構を社団法人化。
官公庁の政策・事業の立案・策定にも参画しており、居住する港区を中心に多数の役職を務める。2014年7月、港区行政評価委員会委員に就任（2017年6月、再任）。2015年7月、港区景観審議会委員に就任。同年8月、官産学の有識者による、産業用ドローンの安全啓発と適正利用を促進する団体、一般社団法人日本無人航空機安全協会（旧・日本マルチコプター安全推進協会）の設立に伴い、常務理事に就任、同年12月から副理事長。2019年4月、一般財団法人航空交通管制協会の参与に就任。

## 人物

### 国会との関係
ジャーナリストだった祖父・日出彦が昭和初期に国会で描いた絵画が衆議院憲政記念館に保存されている。一部が2004年の「―没後50年―尾崎行雄と議会政治特別展」で取り上げられ、協力者として衆議院から感謝状を授与された。同館所蔵の日出彦の風刺画は、2016年の「普通選挙をめざして―犬養毅・尾崎行雄―特別展」でも再展示された。
2012〜2017年、園田博之の政策研究会「園田博之と日本の未来を創る勉強会」で幹事を務めた。

### 東国原英夫との関係
東国原の政界進出のきっかけを作り、政治・政策ブレーンとして東国原のブログやテレビ番組にもたびたび登場した。2003年夏の1ヶ月間、東国原と地方視察のフィールドワークに出かけた。その際、東国原の一番弟子である早川伸吾が「日本列島徒歩縦断」企画の真っ最中で、吉川敏夫（クロマニヨン吉川）と共に主要地点に激励に駆けつけた。平塚潤（城西大学陸上部総監督）の勧めで、20代後半からジョギングを始め、東国原と共に箱根駅伝の合宿に参加したこともある。
2008年9月10日、『芸能界特別授業！ 私はこうして生き残りました！』（MBS/TBS系）で、東国原についてインタヴューを受け、松榮大（日本テレビ勤務）と共に思い出話を語った。
2009年6月23日、古賀誠（自由民主党選挙対策委員長）、伊達忠一（同副幹事長）に同行し、宮崎県庁を訪問。東国原国政転出問題で、双方をつなぐパイプ役として奔走したが、東国原の提示した条件が自民党に受け入れられず、合意に至らなかった。
東国原のブレーンとしてメディアに登場する機会が多いが、あくまでも政治・政策に関するアドヴァイスにとどまり、選挙参謀としての活動はしておらず、2011年の都知事選では東国原陣営に加わらなかった。

## 学術業績

### 論文
- 運輸と経済
- 交通学研究

### 学会発表
- 日本交通学会関東部会（2006年）
- 日本交通学会第65回研究報告会（2006年）

## メディア

### テレビ
- 芸能界特別授業！ 私はこうして生き残りました！（MBS/TBS、2008年） -　VTR出演
- オレたち！クイズMAN（TBS、2009年） -　アドバイザー
- 太田光の私が総理大臣になったら…秘書田中（日本テレビ、2010年）　-　コメント紹介
- ワイド！スクランブル（テレビ朝日、2010年）　-　インタヴュー
- ひるおび！（TBS、2010年）　-　インタヴュー
- スッキリ！！（日本テレビ、2010年）　-　インタヴュー
- 侃侃諤諤（テレビ朝日、2014年）　-　パネリスト

### ラジオ
- FMおたる

### 雑誌
- FRIDAY
- 週刊文春
- サンデー毎日
- 現代
- 週刊朝日
- THEMIS
- 財界さっぽろ

### 書籍
- 共同通信宮崎支局編『総理を夢見る男 東国原英夫と地方の反乱』（梧桐書院、2010年）

## 家族・親族
- 唯是日出彦 - 故人。ジャーナリスト、軍用犬訓練士、漫画家。小樽新聞記者、週刊北海タイムス主筆、北海道中央バス顧問、都山流準師範[13]
- 唯是ソノ - 故人。小樽市議会議員（4期16年）。小樽市議会初の女性議員
- 久田光彦 - 北海道大学名誉教授。北海道大学理学部教授、東京理科大学教養部長[14]
- 唯是一三（唯是想山） - 故人。音楽家、国家公務員。土木技術者として北海道庁、第七師団での勤務を経て音楽活動に専念。都山流竹林軒で、新日本音楽の先駆者となった[15]。
- 唯是健彦 - 故人。ジャーナリスト、実業家、詩吟家。小樽新聞（現・北海道新聞）記者、時事新報社札幌支局長[16]、松竹プロデューサー[17]、北日本砂鉄鉱業（現・日本製鉄）創業者。戦前から戦中、松竹でハットボンボンズやあきれたぼういずを育てた。
- 八木繁 - 故人。札幌生コンクリート協同組合第2代・第6代理事長[18]
- 唯是震一 - 故人。作曲家。遠野市名誉市民。1988年紫綬褒章、1995年勲四等旭日小綬章、2007年日本芸術院賞
- 唯是康彦 - 経済学者。農林水産省農業総合研究所計画部長、千葉大学法経学部長、千葉経済大学経済学部長
- 中島靖子（唯是靖子） - 故人。正派邦楽会総裁・理事長・家元[19]
- 稲葉圭亮 - UBS証券会社日本代表、ファーストボストン証券会社（現・クレディ・スイス）日本代表

## 先祖
- 稲葉元助 - 久保田藩士。幕末、増毛陣屋（現・増毛町）の警備に従事したのち、明治初期の札幌村（現・札幌市東区）戸長
- 南部長安 - 遠野南部家第11代当主
- 沢里氏 - 遠野南部家家老
- 福田氏 - 遠野南部家永代家老格
- 小原氏
- 和賀氏
- 奥州藤原氏
- 清和源氏